# Wilhelm Piechula
Wilhelm Piechula (* 9. April 1873 in Oderfurt; † 27. Juli 1951 in Wien) war ein österreichischer Politiker (CSP) und Eisenbahner. Piechula war von 1920 bis 1921  
Abgeordneter zum Landtag von Niederösterreich.
Piechula besuchte die Volks- und Baugewerbeschule und absolvierte in der Folge eine Tischlerlehre. 1898 trat er die den Dienst der Eisenbahn. Er gehörte zwischen 1914 und 1919 dem Gemeinderat von Deutsch-Wagram an und war stellvertretender Vorsitzender der Gewerkschaft christlicher Eisenbahner Österreichs. Am 30. November 1920 wurde Piechula als Abgeordneter zum Niederösterreichischen Landtag angelobt, wobei er bis zum 11. Mai 1921 der Kurie Niederösterreich-Land angehörte. Piechula schied am 21. Mai 1932 aus dem Landtag aus. 